# شعيب أختر
شعيب أختر (13 أغسطس 1975 في باكستان - ) (بالأردية: شعیب اختر) (بالإنجليزية: شعیب اختر) هو كاتب سير ذاتية ولاعب كريكت باكستاني. شارك في دورة ألعاب الكومنولث 1998. وشارك مع منتخب باكستان للكريكت. أما مع النوادي، فقد لعب مع كلكتا نايت رايدرز.

## وصلات خارجية
- شعيب أختر على موقع إي آس بي آن كريك إنفو (الإنجليزية)